# American Pie 2 (bande originale)
Pour les articles homonymes, voir American Pie.
Bandes originales de American Pie
American Pie
(1999) American Pie : Marions-les !
(2003)
American Pie 2 - Music from the Motion Picture, est la bande originale distribué par Universal Records, de la comédié américaine, American Pie 2, réalisé par James B. Rogers en 2001. Comme pour le premier opus, le compositeur David Lawrence, qui a écrit la partition musicale du film, n'apparaît pas dans cet album.

## Liste des titres
| 1.    | Every Time I Look For You           | Blink-182       | 3:05 |
| 2.    | Scumbag                             | Green Day       | 1:44 |
| 3.    | Bring You Down                      | Left Front Tire | 2:29 |
| 4.    | Vertigo                             | American Hi-Fi  | 2:12 |
| 5.    | (I'm Gonna) Split This Room in Half | Uncle Kracker   | 3:04 |
| 6.    | Be Like That (American Pie Edition) | 3 Doors Down    | 3:57 |
| 7.    | Good (For a Woman)                  | Alien Ant Farm  | 2:29 |
| 8.    | Always Getting Over You             | Angela Ammons   | 4:06 |
| 9.    | Cheating                            | Jettingham      | 3:47 |
| 10.   | Smokescreen                         | Flying Blind    | 3:34 |
| 11.   | Phoebe Cates                        | Fenix*Tx        | 3:40 |
| 12.   | Susan                               | The Exit        | 3:13 |
| 13.   | Fat Lip                             | Sum 41          | 3:01 |
| 14.   | I Will                              | Lucia Montanari | 4:25 |
| 15.   | Halo                                | Oleander        | 4:42 |
| 49:28 |                                     |                 |      |

## Musiques additionnelles
- Outre les titres présents, sur l'album, on entend aussi durant le film les morceaux suivants [1] :
  - Anomaly (Calling Your Name)
    - Écrit par BT[2]
    - Interprété par Libra presents Taylor
    - Avec l'aimable autorisation de Musicnow Records

  - Blind Spot
    - Écrit par Joe Montgomery, Zack Baldauf
    - Interprété par Transmatic
    - Avec l'aimable autorisation d'Immortal / Virgin Records

  - Flavor of the Weak
    - Écrit par Stacy Jones
    - Interprété par American Hi-Fi
    - Avec l'aimable autorisation d'Island Records
    - Sous licence d'Universal Music Enterprises

  - Gladiator March
    - Écrit par John Philip Sousa
    - Par arrangement avec Robert Forster[3]

  - Georgia on My Mind
    - Écrit par Hoagy Carmichael, paroles de Stuart Gorrell

  - On My Mind
    - Écrit par Vinson Lui, Don Solo
    - Interprété par Hoi Polloi
    - Avec l'aimable autorisation de Marc Ferrari / MasterSource

  - In and Out
    - Écrit par Ali Dee[4], Lordikim[5], V. Alfieri
    - Interprété par Ali Dee
    - Avec l'aimable autorisation de DeeTown Entertainment

  - Hash Pipe
    - Écrit par Rivers Cuomo
    - Interprété par Weezer
    - Avec l'aimable autorisation de Geffen Records
    - Sous licence d'Universal Music Enterprises

  - El Cumbanchero
    - Écrit par Rafael Hernández[6]

  - Spanish Flea
    - Écrit par Julius Wechter

  - Everywhere
    - Écrit par Michelle Branch, John Shanks
    - Interprété par Michelle Branch
    - Avec l'aimable autorisation de Maverick Recording Company
    - Par arrangement avec Warner Special Products

  - Smooth Criminal
    - Écrit par Michael Jackson
    - Interprété par Alien Ant Farm
    - Avec l'aimable autorisation de Dreamworks Records
    - Sous licence d'Universal Music Enterprises

  - Want You Bad
    - Écrit par Dexter Holland[7]
    - Interprété par The Offspring
    - Avec l'aimable autorisation de Columbia Records
    - Par arrangement avec Sony Music Licensing

  - Another Day In the Life
    - Écrit par Sean Pierce, Edward Odowd, Adam Cardone, Rik Giannola[8], Guy Furrow
    - Interprété par Toilet Boys
    - Avec l'aimable autorisation de Masterplan Entertainment

  - Something Hot
    - Écrit par Greg Dulli
    - Interprété par The Afghan Whigs[9]
    - Avec l'aimable autorisation de Columbia Records
    - Par arrangement avec Sony Music Licensing

  - Hit or Miss
    - Écrit par Chad Gilbert[10], Cyrus Bolooki[11], Ian R. Grushka, Jordan Pundik[12], Stephen Lee Klein
    - Interprété par New Found Glory

  - Last Time Again
    - Écrit par Jeremy Popoff, A. Jay Popoff, Butch Walker, Kevin Baldes and Allen Shellenberger
    - Interprété par Lit

  - In too Deep
    - Écrit par Greig Nori and Deryck Whibley
    - Interprété par Sum 41

  - The Terminator Theme (non crédité)
    - Écrit par Brad Fiedel

  - Mrs. Robinson
    - Écrit par Paul Simon
    - Interprété par The Lemonheads
    - Avec l'aimable autorisation d'Atlantic Recording Corp.
    - Par arrangement avec Warner Special Products

  - Place in the Sun
    - Écrit par Jeremy Popoff, A. Jay Popoff, Butch Walker, Kevin Baldes and Allen Shellenberger
    - Interprété par Lit

  - Bruise
    - Écrit par Rick Ivanisevich, Thomas Flowers et Doug Eldridg
    - Interprété par Oleander

  - Will I
    - Écrit par Jim Cushnie, Ricky Estrada et Dennis Leipert
    - Interprété par Pushover

  - Here's One For You
    - Écrit par Dylan Keeton, Gerard Starkie, John Langley, Julian Pransky-Poole, Ray Chan
    - Interprété par Witness